# Dan Aykroyd
Daniel Edward "Dan" Aykroyd (født 1. juli 1952) er en canadisk-amerikansk skuespiller, komiker, manuskriptforfatter og musiker.
Dan Aykroyd slog oprindeligt igennem som medvirkende i det amerikanske tv-program Saturday Night Live i 1970'erne. Han skabte herefter sammen med John Belushi duoen The Blues Brothers og opnåede endvidere stor kommerciel succes med filmen Ghostbusters.

## The Blues Brothers
Aykroyd var gode venner med John Belushi. Ifølge Aykroyd, var det hans første møde med Belushi, der hjalp med at tænde gnisten til deres populære Blues Brothers. Da de mødtes i en klub Aykroyd besøgte, satte Akroyd en blues-plade på som baggrundsmusik, og det stimulerede fascination af Blues i Belushi, der primært var en fan af heavy metal. Aykroyd lærte John om de finere nuancer i blues- og soulmusik, og med lidt opmuntring fra den daværende SNL-musikdirektør Paul Shaffer, førte det til dannelsen af deres Blues Brothers-figurer.[kilde mangler]

## Udvalgt filmografi
- The Rutles: All You Need Is Cash (tv-film)
- The Blues Brothers (1980)
- Bossen og Bumsen (1983)
- Ghostbusters (1984)
- Vi er spioner (1985)
- Røven fuld af penge 2 (1988)
- Ferie med bjørn på (1988)
- Ghostbusters II (1989)
- Driving Miss Daisy (1989)
- Masser af modgang (1991)
- My Girl (1991)
- Chaplin (1992)
- My Girl 2 (1994)
- Sgt. Bilko (1996)
- Pearl Harbor (2001)
- 50 First Dates (2004)
- Jeg erklærer jer nu for Chuck og Larry (2007)
- Ghostbusters (2016)
- Ghostbusters: Afterlife (2021)